# Sulawesijuveltrast
Sulawesijuveltrast (Erythropitta celebensis) är en fågel i familjen juveltrastar inom ordningen tättingar.

## Utbredning och systematik
Sulawesijuveltrasten förekommer i Indonesien. Den delas vanligen in i tre underarter med följande utbredning:
- Erythropitta celebensis celebensis –  Sulawesi, ön Manterawu, Togianöarna och ön Butung
- Erythropitta celebensis palliceps –  Siau och Tahulandang nordost om Sulawesi
- Erythropitta celebensis caeruleitorques –  Sangihe (nordost om Sulawesi)

Underarterna palliceps och caeruleitorques urskiljs som de egna arterna "siaujuveltrast" och "sangihejuveltrast" av Birdlife International och IUCN.

## Status
IUCN bedömer hotstatus för underarterna (eller arterna) var för sig, celebensis som livskraftig och både palliceps och caeruleitorques som starkt hotade.